# جون جاي (كاتب)
جون جاي (بالإنجليزية: John Gay) (و. 1685 – 1732 م) هو شاعر، وكاتب مسرحي، وكاتب، وواضع كلمات الأوبرا من مملكة بريطانيا العظمى، توفي في لندن، عن عمر يناهز 47 عاماً.

## وصلات خارجية
- جون جاي على موقع IMDb (الإنجليزية)
- جون جاي على موقع الموسوعة البريطانية (الإنجليزية)
- جون جاي على موقع ألو سيني (الفرنسية)
- جون جاي على موقع ميوزك برينز (الإنجليزية)
- جون جاي على موقع أول موفي (الإنجليزية)
- جون جاي على موقع قاعدة بيانات برودواي على الإنترنت (الإنجليزية)
- جون جاي على موقع قاعدة بيانات الأفلام السويدية (السويدية)
- جون جاي على موقع إن إن دي بي (الإنجليزية)
- جون جاي على موقع ديسكوغز (الإنجليزية)
- جون جاي على موقع قاعدة بيانات الفيلم (الإنجليزية)